# Alejandro Sanz
Alejandro Sánchez Pizarro (Madrid, 18 de desembre de 1968) és un músic, compositor i artista espanyol, el nom artístic del qual és Alejandro Sanz. El 2013 havia venut més de 25 milions de còpies dels seus discos a tot el món i ha guanyat tres premis Grammy i setze Grammy llatins.

## Biografia
Alejandro és el fill menor de María Pizarro i Jesús Sánchez. Prové del barri madrileny de Moratalaz, encara que les arrels familiars són a Alcalá de los Gazules (Cadis) i d'Algesires; fet que influeix molt en el seu estil musical.
De jove va pertànyer a diversos grups musicals, i el 1989 va publicar el primer disc, Los chulos son pa' cuidarlos, sota el nom d'Alejandro Magno. El disc es va gravar en tres setmanes sota el segell d'EMI, i només se'n van fer 500 còpies. El disc va passar totalment desapercebut pel mercat, i ara és molt cercat per col·leccionistes. Més endavant va participar en un disc de Juan Carlos Valenciaga juntament amb Tino Casal en el tema Como un placer. Rosa Lagarrigue va ser la seva mànager des dels inicis i durant els 25 anys posteriors.

### Primers àlbums (1991-96)
L'enlairament definitiu d'Alejandro Sanz va venir de la mà de la companyia Warner amb la gravació l'any 1991 del disc Viviendo deprisa, amb deu cançons pròpies. L'àlbum va ser produït per Miguel Ángel Arenas «Capi» i va ser gravat íntegrament a Espanya. Musicalment, aquest disc és d'estil pop-romàntic, i s'enfoca principalment al públic femení. Viviendo deprisa va arribar a vendre més d'un milió de còpies.
D'aquest disc destaquen les cançons Los dos cogidos de la mano, Pisando fuerte y Se le apagó la luz, les quals van arribar als primers llocs de les llistes d'èxits a Espanya i es van mantenir en llista per més de vuit setmanes consecutives. D'aquesta manera, Alejandro Sanz es va embarcar en la primera gira promocional per tota la península ibèrica.
A principi del 1993, Alejandro va viatjar a Londres per preparar el que seria el seu nou treball discogràfic, en col·laboració amb Paco de Lucía. Aquest treball, Si tú me miras, va seguir la línia musical de l'àlbum anterior. Va tenir molt bona recepció per part de la crítica que va descriure l'artista com un «Poeta musical».
D'aquesta manera, el cantautor es va fer conèixer no només com a cantant i músic, sinó també com a compositor, gràcies a temes com: Si tú me miras i Cómo te echo de menos. El disc no va superar les xifres del treball anterior (va vendre poc més de 800.000 de còpies a tot el món), però va suposar un pas més en la carrera musical del cantant, en mostrar un Alejandro molt més madur amb lletres que parlaven no només d'amor, sinó també de temes socials.
L'any següent (1994) va gravar un especial acústic amb cinc cançons de tots dos discos. Aquesta producció en companyia dels 40 principals es va anomenar Básico i va ser llançat a final d'any. Amb aquest àlbum recopilatori, Alejandro Sanz va començar una segona gira de concerts per tot Espanya. En aquest mateix any, també va col·laborar en el primer disc del vocalista del grup Hombres G, David Summers, tocant la guitarra en la cançó De vuelta a casa.
L'any 1995, cercant un so més internacional, Alejandro va viatjar a Venècia (Itàlia) per gravar el que seria el quart disc 3. En aquesta ocasió va treballar amb el productor italià Emanuele Ruffinengo. Aquest àlbum va comptar amb una major promoció per part de la discogràfica, que va portar la seva música no només a Europa, sinó també al continent americà. El disc 3 va vendre gairebé un milió de discos a tot el món. A final d'any, seguint amb la moda del crossover que els artistes de gran popularitat feien per conquerir altres mercats musicals, es van realitzar dues edicions especials, una en italià i l'altra en portuguès. A més, va aconseguir el discos d'or i el platí per aquest treball.

### MásiEl alma al aire(1997-02)
A poc a poc, Alejandro Sanz es va fer conegut al món de la música, però no va ser fins al llançament de l'àlbum Más, en què la seva carrera va donar un tomb radical. Aquest disc gravat a Itàlia i Espanya va significar la consolidació del cantant a escala nacional i internacional. El seu públic es va ampliar a persones de totes les edats i d'ambdós sexes, i va passar a ser un dels artistes més coneguts d'Espanya.
El primer gran èxit Corazón Partío, va estar per més de setanta setmanes en les llistes de música a escala mundial. Li van seguir temes de gran èxit com Amiga mía, el qual va estar més de quaranta setmanes en el top de les llistes nacionals. El videoclip del tema Aquello que me diste va obtenir el guardó al vídeo de l'any a Espanya, i la seva reproducció es va poder veure des de qualsevol país de Llatinoamèrica, part d'Europa i els Estats Units. Amb aquest disc va superar el rècord de singles de l'anterior treball, gràcies als temes Si hay Dios, Siempre es de noche i Y, ¿Si fuera ella?, que van ocupar les primeres posicions de les llistes musicals a Llatinoamèrica.
Amb l'èxit d'aquest àlbum, Alejandro Sanz es va embarcar en la primera gira mundial Concierto: Tour Más al llarg de tot el 1998 i 1999, portant la seva música a països fora d'Espanya, com: Argentina, Xile, el Brasil, Equador, Veneçuela, Mèxic, els EUA, Portugal, Itàlia, Regne Unit i altres continents com Àsia. Aquesta gira es va gravar al Palau Sant Jordi de Barcelona, els dies 18 i 19 de juny de 1998. Concert que posteriorment es va llançar en DVD. Aquest àlbum va vendre més de 5 milions de còpies arreu del món, i és considerat l'àlbum més reeixit d'Alejandro Sanz en tota la carrera musical.
Considerat ja com un dels millors cantants espanyols a escala mundial, Alejandro Sanz va començar el nou mil·lenni amb un nou treball discogràfic que va anomenar El alma al aire. Va ser el primer àlbum que Alejandro grava al continent americà (Miami, EUA). Allunyant-se més i més del so Pop original, i acostant-se a poc a poc al flamenc i altres sons més mediterranis, amb aquest disc el cantant espanyol aconsegueix un altre èxit més en la seva carrera musical. En tan sols una setmana trenca rècord de vendes a Espanya amb 1 milió de còpies venudes, només en aquest país, gràcies principalment a l'èxit del tema Cuando nadie me ve. El videoclip d'aquest tema va ser dirigit pel francès Sebastien Grousset, on el cantant apareix en un ring amb una dona.
El van seguir altres èxits com: Quisiera ser, el videoclip del qual va ser dirigit per Alejandro Toledo, i en el qual participà la model espanyola, Esther Cañadas. També va ser senzill la cançó El alma al aire. El videoclip, també dirigit per Alejandro Toledo, es va rodar a Madrid i a El Escorial i va comptar amb la participació especial del cantant Miguel Bosé, el cineasta espanyol Santiago Segura i els actors Gabino Diego i José Coronado. Aquest mateix any es va embarcar en una nova gira mundial. El concert més important de la gira va ser el que va oferir a l'Estadi Vicente Calderón de Madrid davant més de 60.000 persones, el qual més tard va ser editat en DVD.
El 2001, en la seva creixent popularitat internacional, va realitzar col·laboracions amb artistes estrangers com The Corrs, grup amb el qual grava una versió en anglès del seu tema Me Iré titulada The Hardest Day, i una versió en castellà del tema de The Corrs One Night anomenada Una noche, que és editada en el primer recopilatori de la banda irlandesa, Best Of The Corrs. Aquest mateix any es va convertir en el primer artista espanyol a fer un unplugged per a la cadena televisiva MTV, gravat el 2 d'octubre de 2001, en el famós teatre Gusman Center for the Perfoming Arts de Miami, i llançat posteriorment sota el nom de Alejandro Sanz: MTV Unplugged. També va interpretar a la gala dels Premis Grammy el seu tema Quisiera ser a duo amb el grup americà Destiny's Child.
El disc arribaria a ser un altre èxit amb més de 5 milions de còpies venudes a tot el món.

### No es lo mismoiEl tren de los momentos(2003-08)

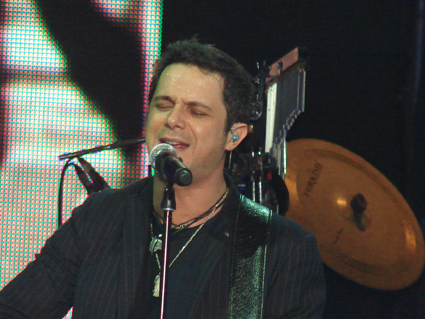
Alejandro Sanz al concert del 23 de març de 2007 a Buenos Aires

El 2003 Alejandro Sanz va tornar amb un nou àlbum: No es lo mismo. Va ser gravat entre Madrid i Miami, era la primera vegada que el cantant prenia les regnes en les tasques de producció amb l'arranjador i productor cubà Lulo Pérez. També van col·laborar músics nord-americans de primer nivell com: Anthony Jackson, Michael Landau, Vinnie Colaiuta, Horacio "El Negro" i la participació especial de Paco de Lucia en una de les cançons. El primer senzill d'aquest disc va ser el tema No es lo mismo, el videoclip del qual va ser gravat a Chapultepec (Mèxic), sota la direcció del barceloní Jaume de Laiguana. Altres senzills del disc van ser: He sido tan feliz Contigo, Regálame la Silla donde te esperé i Try to Save your Song. Tot i que els crítics van considerar el disc com un canvi positiu en la carrera del cantant, la recepció per part dels fans va ser una mica "freda", més acostumats a les seves balades i les lletres romàntiques. Va arribar a vendre un milió i mig de còpies a escala mundial.
A l'any següent el cantant comença novament una gira mundial anomenada Gira No Es Lo Mismo 2004. L'actuació de la Plaça de Toros de Las Ventas a Madrid els dies 14 i 16 de setembre de 2004 va ser llançada posteriorment en DVD. Aquest mateix any, es va llançar una edició especial anomenada Grandes Éxitos 91-04, un pack que recopila els grans èxits d'Alejandro Sanz al costat d'un DVD amb els seus vídeos musicals i rareses. L'únic senzill extret va ser l'inèdit Tú no tienes alma.
L'any 2005 va col·laborar en el nou disc de Shakira, amb la qual va fer un duet en el tema La tortura. Cantant aquesta cançó amb la colombiana es va convertir en el primer artista espanyol que va obrir una gala dels MTV Video Music Awards.
Després d'una llarga gira de concerts per tot el món, Alejandro Sanz va tornar el 2006 amb un nou treball discogràfic titulat El tren de los momentos, novament produït pel cantant en col·laboració amb el productor cubà Lulo Pérez. Va ser gravat a l'Havana, Miami, Bahames i Madrid. En aquest nou disc, Alejandro Sanz col·labora amb grans músics i cantants del panorama musical internacional com: Juanes, Calle 13, Álex González del grup Maná, Carlos Baute i Shakira.
El 25 de setembre de 2006 es va llançar el primer senzill A la primera persona. El videoclip va ser rodat a la ciutat de Nova York i va comptar amb la participació de l'actriu espanyola Paz Vega. El segon single va ser Te lo agradezco, pero no, un duo amb la cantant colombiana Shakira. També va ser single Enséñame tus manos, una balada que recorda l'estil musical dels seus inicis. Els 3 videoclips expliquen una sola història, començant el segon videoclip on va acabar el primer i així. Tots tres vídeos van ser dirigits pel barceloní Jaume de Laiguana. El disc va vendre més de 3 milions de còpies a escala mundial.
El mes de maig de l'any 2007 es va editar una edició especial d'aquest àlbum, en el qual s'inclouen cançons inèdites, remescles, etc., així com un DVD amb material inèdit i els vídeos musicals amb els seus respectius Making Of. També es va llançar un DVD de la seva quarta gira mundial anomenada El tren de los momentos: en vivo desde Buenos Aires gravat el 23 de març de 2007, a l'Estadi River Plate a Buenos Aires, Argentina.
El 2 d'octubre d'aquest any, Alejandro Sanz llança el seu primer perfum, Siete, agafant el nom de «la magia de las siete notas musicales con las que se lleva componiendo desde hace siglos», en dues versions: per home i per dona.

### Paraíso expressiLa música no se toca(2009-actualitat)
El juliol de 2009, el cantant va confirmar a la seva web oficial el nom d'un nou disc anomenat Paraíso express. Per a aquest disc va tornar al so pop amb alguns tocs de rock i a les balades que van caracteritzar els seus primers discos. Aquest àlbum va ser produït pel mateix Alejandro en col·laboració amb el músic i productor porto-riqueny Tommy Torres.
El 22 de setembre d'aquest mateix any llança el primer senzill Looking for paradise, a duo amb la cantant nord-americana Alicia Keys. El videoclip va ser rodat a Barcelona durant el mes de setembre sota la direcció de l'espanyol instal·lat als Estats Units, Pedro Castro. El segon senzill del disc va ser Desde cuando. El videoclip va ser filmat als estudis Golden Oak Ranch de Disney a Los Angeles, Califòrnia. Va ser dirigit novament per Pedro Castro, i va tenir com a protagonista l'actriu nord-americana Eva Longoria. El tercer single va ser Nuestro amor será leyenda. Va ser gravat a Madrid sota la direcció de d'Alejandro Toledo. El quart i darrer senzill va ser Lola Soledad, dirigit per Gracia Querejeta i que va tenir com a protagonista l'actriu Maribel Verdú. Paraíso Express va vendre més de 800.000 còpies a escala mundial.
Durant el 2010, el cantant va iniciar la seva gira mundial anomenada Gira Paraíso, amb més de noranta actuacions a Amèrica Llatina, Estats Units i Europa. El concert del Palacio de Deportes de Madrid va ser enregistrat en 3D i HD, i llançat a diferents sales de cinema a escala mundial en el mes de juny de 2011.
Al febrer de 2011 va trencar relacions amb la discogràfica Warner Music Group, amb la qual havia treballat vint anys, i va signar amb Universal Music Group, anunciant la publicació d'un nou àlbum per al 2012: La música no se toca. El primer senzill d'aquest disc va ser No me compares. El videoclip va ser dirigit pel director americà Ethan Lader. El 17 de setembre de 2012 s'estrena el segon senzill, Se vende, una setmana abans del llançament del disc. El videoclip es va rodar a Madrid sota la direcció de David Alcalde.
Mentrestant, també va gravar una cançó a duo amb el veterà Tony Bennett: el clàssic d'Armando Manzanero Esta tarde vi llover en versió bilingüe, titulada en anglès Yesterday I Heard the Rain. La cançó es va incloure en l'àlbum de duets de Bennett Duets II, en el qual també van col·laborar Lady Gaga, Amy Winehouse i altres estrelles internacionals. També va formar part del jurat en la versió mexicana del programa La voz, va ser el coach guanyador juntament amb el seu pupil Óscar Cruz. També col·labora amb Miguel Bosé en un duet, amb la cançó Te comería el corazón, inclosa al disc Papitwo.
El 22 de febrer de 2013 estrena el videoclip del seu tercer single de l'àlbum La música no se toca, Mi marciana. El lloc triat per a la gravació del videoclip va ser Veracruz (Mèxic), i la direcció va ser a càrrec d'Ángel Flores Torres. El 10 de maig de 2013 estrena el videoclip del quart senzill del disc, Camino de rosas, un videoclip dirigit per l'actor i director argentí Gustavo Garzón, rodat a diversos llocs de Miami. El mes de novembre va ser distingit amb el títol Doctor Honoris Causa pe Berklee College of Music, en reconeixement de la seva trajectòria i per la seva influència a la música contemporània i a la cultura internacional.

## Discografia

### Discos d'estudi
- 1989: Los chulos son pa' cuidarlos
- 1991: Viviendo deprisa
- 1993: Si tú me miras
- 1995: 3
- 1997: Más
- 2000: El alma al aire
- 2003: No es lo mismo
- 2006: El tren de los momentos
- 2009: Paraíso express
- 2012: La música no se toca

### Gravacions en directe
- 1993: Básico
- 2001: Alejandro Sanz: MTV Unplugged
- 2007: El tren de los momentos: En directo desde Buenos Aires
- 2010: Canciones para un paraíso en vivo

### Recopilatoris i altres versions
- 1995: 3, versió italiana
- 1995: 3, versió portuguesa
- 1998: Edición Especial Gira ‘98
- 1999: The Best Of Alejandro Sanz, publicat només als Estats Units
- 2001: Lo esencial de... Alejandro Sanz
- 2004: Grandes éxitos 91-04
- 2011: Colección definitiva
- 2012: Edición Deluxe de La música no se toca
- 2012: Tócame

### Edicions especials
- 2001: El alma al aire
- 2004: No es lo mismo
- 2006: Viviendo Deprisa
- 2006: Si tú me miras
- 2006: 3
- 2006: Más
- 2006: El alma al aire
- 2006: No es lo mismo
- 2007: El tren de los momentos
- 2010: Paraíso Express

### DVD
- 2001: Alejandro Sanz: MTV Unplugged
- 2001: El alma al aire en directo
- 2002: El Concierto Tour Más ‘98
- 2004: Gira No Es Lo Mismo 2004
- 2007: El tren de los momentos: En directo desde Buenos Aires
- 2010: Canciones para un paraíso en vivo
- 2011: Colección definitiva

## Premis i guardons
1997
- Premi Amic (Espanya): Millor Artista Masculí.
- Premi Ondas (Espanya): Millor Artista Nacional.
- Premis de la Música (Espanya): Millor Artista Nacional, Millor Compositor, Millor Àlbum (Más), Millor Single (Corazón Partío), i Millor Video (Corazón Partío).

1998
- Premi Amic (Espanya): Homenatge Especial.
- Premi Ondas (Espanya): Millor Cançó (Corazón Partío).

1999
- World Music Awards: Best Selling Spanish Artist.

2000
- IFPI Platinum Awards: per Más.
- Premi Ondas: Millor Artista Espanyol.

2001
- Premis Grammy Llatins: Àlbum de l'any (El alma al aire), Gravació de l'any (El alma al aire), Cançó de l'any per (El alma al aire), i Àlbum pop vocal Masculí (El alma al aire).
- Premios Gardel (Argentina): Millor artista masculí i Àlbum de l'any (El alma al aire).
- IFPI Platinum Awards: per El alma al aire.
- 42è Festival de la Cançó “Viña del Mar” (Chile): Gaviota de oro i Gaviota de Plata.
- MTV Video Music Awards: Millor “Video de la Gente” (El alma al aire).

2002
- Premis de la Música (Espanya): Millor Cançó (Y sólo se me ocurre amarte), Millor Àlbum per MTV Unplugged (Alejandro Sanz), Millor Vídeo (El alma al aire).
- Premis Grammy Llatins: Àlbum de l'Any (MTV Unplugged (Alejandro Sanz)), Gravació de l'Any (Y sólo se me ocurre amarte), Cançó de l'Any (Y sólo se me ocurre amarte).
- Premi Gardel (Argentina): Millor Artista Masculí, Àlbum de l'Any per (MTV Unplugged (Alejandro Sanz)).
- Premis Oye (Mèxic): Millor Artista Pop Masculí.
- Premis Luna (Mèxic): Balada Internacional.

2003
- Nominat al Premi Lo Nuestro a la Música Llatina (Estats Units) com a Millor àlbum Pop de l'any (MTV Unplugged (Alejandro Sanz)).
- Nominat als Billboard Awards (Estats Units) com a Premi del Poble Internet.

2004
- Nominat als Billboard Awards (Estats Units) com Latin Pop Àlbum of the year – Male (No es lo mismo), i nominat com Premi de l'Audiència.
- Premis Grammy Llatins: Gravació de l'any (No es lo mismo), Àlbum de l'any (No es lo mismo), Cançó de l'any (No es lo mismo), Millor àlbum vocal pop masculí (No es lo mismo).
- Premis Luna (Mèxic): Millor artista Pop Espanyol.
- Nominat en els 3rd MTV Video Music Awards Llatinoamèrica com Video de l'any (No es lo mismo), com Artista de l'any, com Millor solista o intèrpret, i com Millor artista pop.

2005
- Premis Grammy Llatins: Gravació de l'any (Tú no tienes alma) i Cançó de l'any (Tú no tienes alma).

2007
- Premis Oye (Mèxic): Millor Cançó de l'any (Te lo agradezco pero no).

2008
- Premis Grammy: Millor disc pop llatí (El tren de los momentos).

2010
- Premis Billboard: Col·laboració Vocal, Alejandro Sanz amb Alicia Keys (Looking for Paradise).
- 57a edició dels Premis Ondas: Millor cançó (Looking for Paradise), Millor àlbum (Paraíso Express), Millor artista o grup espanyol.
- Premis Grammy Llatins: Millor Àlbum Pop Masculí (Paraíso Express).
- Premis 40 principals: Millor Gira (Paraíso Express), Millor Àlbum (Paraíso Express).

2011
- Premis Grammy: Millor Disc Pop Llatí (Paraíso Express).
- 52è Festival Internacional de la Canción de Viña del Mar: Torxa de Plata, Torxa d'Or, Gaviota de Plata i Gaviota de Oro.
- 15a Edició de Premis FEAPS: Per la col·laboració amb "Labor Viva" amb la realització dels quaderns solidaris 2010 - 2011.
- 19a Edició dels Premis ASCAP a la Música Llatina: Herència hispana.
- Medalla d'or al mèrit en les Belles Arts.[14]
- 15a Edició Premis de la música: Millor gira.[15]
- VI Edició dels Premis Save the Children 2011: Reconeixement al seu compromís humanitari.
- Festival del Cante de las Minas (La Unión, Murcia): Castillet d'or per la seva aportació a la música.

2013
- Premis 40 Principals Ballantine's: Millor videoclip musical (No me compares), Millor àlbum (La música no se toca), Reconeixement especial al "Millor cantant espanyol del segle xxi".[1]
- 25a edició Premis Lo Nuestro: Millor Artista Pop de l'any i Premi a l'excel·lència en reconeixement de la seva trajectòria.
- Nominat a la 24a edició dels Premis Billboard de la Música Llatina (Estats Units): Solista Pop Llatí de l'any i Àlbum Pop Llatí de l'any (La música no se toca)
- Doctor honoris causa per la Universitat de Berklee de Boston (Estats Units).[13]

## Vida personal
Alejandro Sanz es va casar amb model de moda i actriu mexicana Jaydy Michel a Bali, el 30 de desembre de 1999, tot i que el matrimoni mai va ser legalment reconegut en cap dels seus països d'origen. Van tenir una filla, Manuela Sánchez Michel, l'any 2001. La parella es va separar l'any 2005. Més tard, Alejandro Sanz va tenir un fill anomenat Alexander, amb Valeria Rivera, una dissenyadora de moda porto-riquenya. Sanz va donar la benvinguda al seu tercer fill a Nova York, un nen anomenat Dylan (nascut al juliol de 2011), el primer fill de la seva relació amb la xicota i ex assistent, Raquel Perera. Sanz va triar el guitarrista flamenc Paco de Lucía per ser el padrí del seu fill. El 23 de maig de 2012, Sanz es va casar amb Raquel Perera en una cerimònia privada a la parròquia de Sant Francesc d'Assís de Sabadell (Barcelona). Alejandro Sanz i Raquel Perera són padrins de la filla de David Bisbal, Ella.